# Manuel Figueroa Laos
Manuel Enrique Figueroa Laos (Nepeña, 1 de septiembre de 1974) es un abogado y político peruano. Es el actual alcalde del distrito de Nepeña desde enero del 2023 y anteriormente ejerció dicho cargo en el periodo 2015-2018.

## Biografía
Nació en el Distrito de Nepeña, ubicado en la Provincia de Santa ubicado en el Departamento de Áncash, el 1 de septiembre de 1974.
Tiene un bachillerato en Derecho de la Universidad de San Martín de Porres.
Se inició en la política como candidato a regidor del Distrito de Nepeña en 2002, sin embargo, no resultó elegido. Para el año 2010 se apuntó al partido Democracia Directa y postuló a la alcaldía de dicho distrito donde tampoco tuvo éxito.

### Alcalde de Nepeña
En las elecciones municipales del 2014, Figueroa resultó elegido como alcalde del distrito de Nepeña para el periodo municipal 2015-2018.
Durante su gestión, fue víctima de amenazas contra su vida por parte de extorcionadores.
Para las elecciones regionales y municipales del 2022, volvió a postular a la alcaldía como miembro del Frente de la Esperanza 2021. Culminando los procesos, Figueroa resultó nuevamente elegido como alcalde para el periodo municipal 2023-2026.